# Wouter Basson
Pour les articles homonymes, voir Basson (homonymie).
Wouter Basson (surnommé « docteur la mort ») est un cardiologue sud-africain né le 6 juillet 1950. Il travailla pour les services secrets sud-africains dans les années 1970 et 1980 en tant que chef du programme bactériologique et chimique, avec pour but de réduire la population noire sud-africaine (Projet Coast).
Il officia dans le corps médical de l'armée sud-africaine en tant que général de brigade et fut chargé de collecter des informations sur les expériences chimiques et biologiques des pays étrangers.

## Biographie

### Formation
Fils d'un policier et d'une cantatrice, cette dernière le pousse à étudier la médecine. Interne à l'hôpital HF Verwoerd de Pretoria, il y découvre son intérêt pour les pathogènes mortels. Appelé par la South African Defence Force, c'est en tant que médecin militaire qu'il étudie la physiologie et la chimie physiologique.

### À la tête du Projet Coast
L'État sud-africain craint à cette époque le « red-black danger » (guérillas noires marxistes). En 1977, le docteur J.P. de Villiers, chef de l'unité de « défense chimique » du Council for Scientific and Industrial Research (en), publie un article qui affirme que selon les textes du protocole de Genève concernant la prohibition d'emploi à la guerre de gaz asphyxiants, toxiques ou similaires et de moyens bactériologique, l'utilisation de telles armes par un gouvernement à l'intérieur de son pays n'est pas interdite. En 1981, Basson est le médecin personnel du premier ministre Pieter Botha quand il est nommé, avec le grade de lieutenant-colonel, chef du « Project Coast » chargé de développer des armes bactériologiques et chimiques et que l'état-major de l'armée sud-africaine présente comme un « programme défensif » lancé secrètement par le général Constand Viljoen (futur fondateur en 1994 du Front de la liberté),. 
Avec un budget de 10 millions de dollars, il peut à travers ce « Project Coast » recruter plus de 200 scientifiques et créer des laboratoires sous forme de sociétés écrans, tels les Roodeplaat Research Laboratories (en). Il est chargé par le Bureau de coopération civile (CCB Civil Cooperation Bureau, unité secrète des Forces spéciales) de mettre au point des armes chimiques pour mettre hors d'état de nuire des militants anti-apartheid. Le but de ses recherches n'en reste pas moins de trouver un moyen chimique pour endiguer la montée en puissance démographique des noirs (stérilisation des femmes noires par un vaccin et développement de bactéries pour rendre malades ces populations). Il est ainsi impliqué dans plusieurs attaques et assassinats de militants anti-apartheid. Plus d'une tonne de méthaqualone lui est ainsi fournie par l'armée. Il concocte plusieurs dizaines d'armes mortelles (ses « dirty tricks » ou jeux sournois) à base de poison comme de l'anthrax dans des cigarettes ou des enveloppes, du cyanure de potassium dans des cigares ou chocolats, du botulinum dans le lait, des tournevis et des parapluies empoisonnés ou du paraboxon[Quoi ?] dans du whisky, et de nombreux aliments au thallium[réf. nécessaire].
En Namibie, il participe à l'assassinat de près de 200 combattants de la Swapo, détenus dans un camp, en fournissant les produits nécessaires à leur asphyxie. Il a également permis d’utiliser une poudre toxique pour tuer le révérend Frank Chikane, ainsi que deux dirigeants en exil de l’ANC, Ronnie Kasrils et Dullah Omar. Le projet échoue cependant.
En 1990, le nouveau président Frederik de Klerk fait arrêter la production d'agents chimiques et ordonne leur destruction. Basson se concentre alors sur la production d'agents non interdits par le gouvernement comme l'ecstasy et le Mandrax, abondamment vendus dans les milieux anti-apartheid.

### Procès et impunité
Entre 1987 et 1992, Basson affirme avoir rencontré à plusieurs reprises Peter Regli, le chef des Services de renseignements suisses qui l’aurait aidé à acheter aux Russes une demi-tonne de Mandrax, par l'intermédiaire du marchand d'armes et agent secret suisse Jürg Jacomet. En 1992, Basson est arrêté en Suisse pour vente illégale d'armes sur le territoire helvétique mais il est libéré après une entrevue avec Regli. De Klerk voit l'occasion d'affecter Basson, de retour en Afrique du Sud, dans une unité de réserve de l'armée.
En 1993, l'activité de Basson fait l'objet d'enquêtes internes à l'administration. Le « Project Coast » est alors démantelé. À l'occasion, de nombreuses substances chimiques disparaissent des stocks. L'expert en armes chimiques avait poussé si loin ses recherches qu'il devient une référence pour ses homologues scientifiques du monde entier.
En 1995, le gouvernement de Nelson Mandela l'engage pour travailler sur le projet « Transnet », une compagnie de transport et d'infrastructure. Il lui est encore confié des missions secrètes. Il est ensuite réintégré comme chirurgien dans l'unité médicale des forces armées.

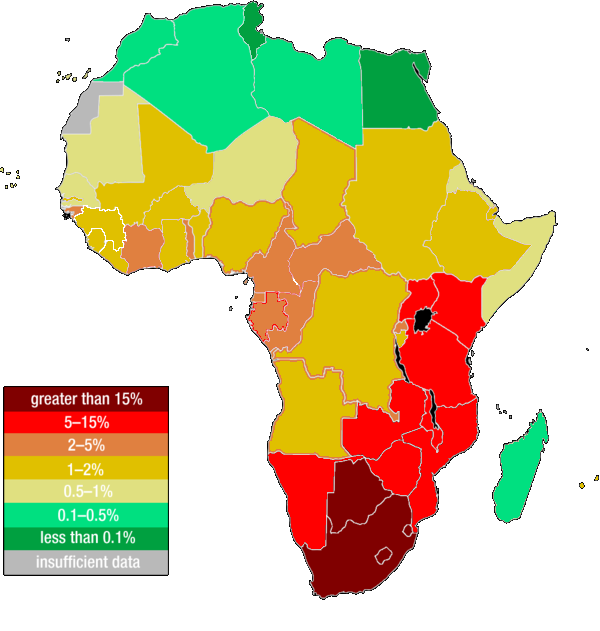
Carte de prévalence du VIH / Sida par pays d'Afrique.

En 1996, la commission vérité et réconciliation commence à enquêter sur l'activité biologique et chimique des unités de sécurité, découvrant notamment que le laboratoire que dirigeait Wouter Basson conservait des flacons de sang contaminé par le virus du sida. Des acteurs du « Project Coast » témoignent que des vétérans contaminés étaient envoyés dans des maisons de passe de quartiers populaires de Johannesbourg afin d'infecter les prostituées qui à leur tour infectaient leurs clients noirs. L'idée selon laquelle la pandémie du sida en Afrique serait une tentative de génocide des noirs par les blancs a été reléguée à une théorie du complot. Les travaux de l'historienne britannique Susan Williams et le documentaire Cold case à l'ONU (nommé en 2019 au Prix Lux du Parlement européen) apportent de nouveaux éléments corroborant l'hypothèse que le VIH a été sciemment propagé au sein des populations noires, du moins en Afrique de l'Est et en Afrique australe.
En 1997, Basson tente de quitter l'Afrique du Sud mais il fait l'objet d'une surveillance de la CIA qui intervient auprès du gouvernement sud-africain. Basson est alors arrêté à Pretoria alors qu'il a sur lui de larges quantités d'ecstasy et des documents officiels confidentiels.
La commission vérité et réconciliation suspecte assez vite les anciennes activités de Basson durant les années 1980. Il est alors suspecté d'avoir vendu ses connaissances à la Libye et à l'Irak.
Le 31 juillet 1998, Basson comparaît devant la Commission. Il refuse de demander l'amnistie.
Son procès commence le 4 octobre 1999 à Pretoria pour 67 charges relevées contre lui incluant possession de drogues, trafic de drogue, fraude, 229 meurtres et conspiration de meurtres, vol. L'accusation présente 153 témoins. Le 11 octobre 1999, le juge Willie Hartzenberg annule 6 charges dont celles impliquant la responsabilité de Basson dans la mort de 200 personnes en Namibie au motif que le gouvernement sud-africain n'avait pas la compétence pour poursuivre des crimes commis à l'étranger et que Basson relevait de la loi namibienne d'amnistie de 1989. Au bout de 18 mois de procès, le nombre de charges relevées à son encontre n'est plus que de 46. En juillet 2001, Basson commence à présenter sa défense et plaide pendant 40 jours. Son argumentation porte sur la légalité de son action et ses relations avec les services étrangers. Le 22 avril 2002, au bout de trente mois de procès, 46 chefs d'accusation, 153 témoins à charge et plus de 40 000 documents relatant diverses méthodes d'empoisonnements et d'assassinats, le cardiologue sud-africain est acquitté par le juge Hartzenberg qui lui accorde l'amnistie. L'État sud-africain fait appel devant la Cour suprême qui refuse un nouveau procès. Basson conserve son poste de conseiller à la défense nationale. Il continue ensuite à donner des conférences à travers le monde et fonde son propre cabinet médical au Cap, poursuivant sa carrière professionnelle en tant que cardiologue.
En septembre 2005, la cour constitutionnelle juge que le docteur Basson peut être rejugé pour crimes contre l'humanité. Aucune procédure judiciaire en ce sens n'a cependant été engagée dans ce but.
En décembre 2013, l'Ordre des médecins de l'Afrique du Sud l'a reconnu coupable de violation de l'éthique médicale. La sanction du docteur Basson devait initialement être fixée en février 2014, mais a été reportée à une date inconnue, la révocation à vie étant encourue.
Le 27 mars 2019, six ans après que Basson a été reconnu coupable de conduite contraire à l'éthique par un comité de la HPCSA (Health Professions Council of South Africa), la Haute Cour de Gauteng a jugé qu'il y avait un parti pris de la part des membres du comité qui ont présidé l'audience disciplinaire. Le juge a jugé que la procédure (engagée par la HPCSA contre Basson) était irrégulière et injuste et a illustré un mépris total des droits de Basson. L'audience (et, par conséquent, la conclusion de conduite contraire à l'éthique du comité) a donc été annulée.

### Filmographie
- Marchands d'anthrax de Roberto Coen, production ARTE France, première diffusion le 7 septembre 2010.
- Tristan Mendès France, Docteur la mort, France 3, 2002